# 博德尔 (安德尔省)
博德尔（法語：Baudres，法語發音：[bodʁ]）是法国安德尔省的一个市镇，位于该省中北部，属于沙托鲁区。

## 地理
博德尔（47°3'28"N, 1°34'42"E）面积27.4 平方千米，位于法国中央-卢瓦尔河谷大区安德尔省，该省份为法国中部省份，北起卢瓦-谢尔省，西北接安德尔-卢瓦尔省，西南接维埃纳省，南至克勒兹省和上维埃纳省，东临谢尔省。
与博德尔接壤的市镇（或旧市镇、城区）包括：布日堡、热埃、朗热、塞丰河畔穆兰、鲁夫尔莱布瓦、纳翁河畔维克。

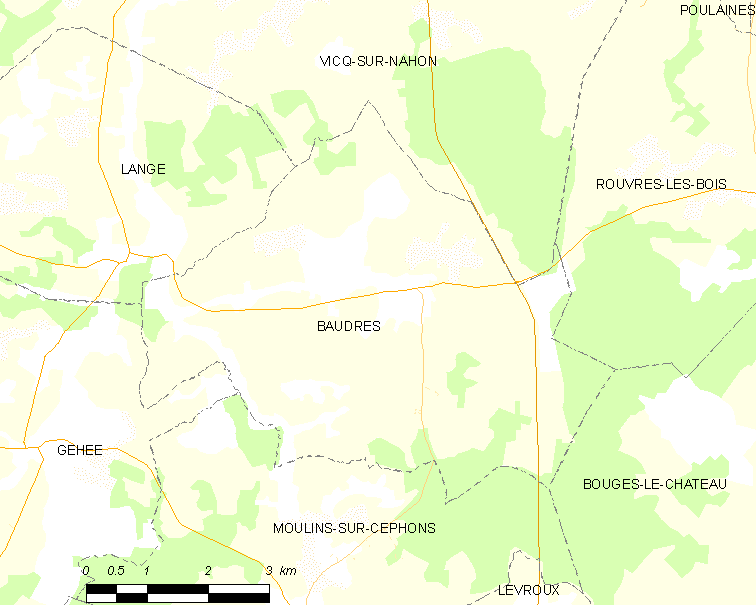
的OSM定位图

博德尔的时区为UTC+01:00、UTC+02:00（夏令时）。

## 行政
博德尔的邮政编码为36110，INSEE市镇编码为36013。

## 政治
博德尔所属的省级选区为勒夫鲁县。

## 人口

1962-2008年间人口变化图示

博德尔于2022年1月1日时的人口数量为400人。